# Paul Jamin (dessinateur)
Pour les articles homonymes, voir Paul Jamin, Jamin et Jam.
Paul Jamin, également connu sous divers pseudonymes, parmi lesquels Alidor, Jam, Alfred Gérard, né le 11 août 1911 à Liège et mort le 19 février 1995 à Ixelles (région de Bruxelles-Capitale), est un caricaturiste, dessinateur de presse et auteur de bande dessinée politique belge.

## Biographie
Paul Jamin naît le 11 août 1911 à Liège. Il est le fils d'un droguiste et d'une professeur de dessin. Il fait ses études en France et en Belgique. Boy-scout, dessinateur et rédacteur, il signe Jamin ou J. ou Jam.
Il dessine sa première bande dessinée en 1930-1931 : La Belgique à travers les âges dans le Boy-scout belge. Mais inspiré par Jean Sennep, c'est le dessin politique qui l'intéresse.
En tant que dessinateur de BD, il fut notamment collaborateur de Hergé (dont il avait rencontré le frère à l'Institut Saint-Boniface Parnasse), au journal Le Petit Vingtième de mars 1930 à février 1936. À l'époque, il y signait ses dessins avec le pseudonyme Jam. Il signe en commun avec Hergé l'éditorial hebdomadaire sous le nom de plume commun « Oncle Jo ».
En 1936, il quitte Le Petit Vingtième pour suivre Léon Degrelle. Il devint l'illustrateur et le caricaturiste de l'organe de presse du parti rexiste, Le Pays Réel. Lorsque survint la guerre, il alla travailler pour le journal Le Soir, alors sous contrôle de l'occupant allemand ainsi que pour le Deutsche-Brüsseler Zeitung, un organe de presse créé par les Allemands.
Il participe entre 1935 et 1944 à de très nombreux journaux. Il signe notamment des articles sous le nom de « Alfred Gérard » dans Le Soir-Jeunesse (1940-1941). Il publie à partir de 1945 sous le nom de Alidor dans divers hebdomadaires bruxellois. Il collabore ensuite à divers journaux belges, flamands et français (sous des pseudonymes très divers).
À la Libération, ses nombreux dessins politiques jugés anti-anglais, antisémites et anti-gouvernement de Londres lui valurent une condamnation à mort. Il fut condamné en raison de sa collaboration au Soir volé  ainsi nommé pendant la guerre où il avait réalisé de très nombreuses caricatures antisémites, tout comme dans le Brüsseler Zeitung. Paul Jamin fut gracié après sept ans de détention et fut libéré en 1952. À partir de ce moment, il travailla essentiellement pour l'hebdomadaire satirique Pan dont il devint l'inamovible caricaturiste, sous le pseudonyme Alidor.
Par ailleurs, sous le pseudonyme d'« Alfred Gérard », il fournit au journal Spirou, de 1959 à 1965 surtout, des nouvelles, mini-récits et illustrations en plus de quelques courtes histoires en bande dessinée mais aussi, en 1962, d'un long récit à suivre dont le héros était Ernest Lecrac :  Le Vol du bourdon.
En 1990, ne pouvant accepter la cession de Pan à Stéphane Jourdain, il crée avec Henri Vellut un autre journal satirique, Père Ubu, dont il devient le caricaturiste attitré. Paul Jamin meurt le 19 février 1995 à Ixelles, à l'âge de 83 ans,.

## Dans la fiction

### Bande dessinée
Hergé fait apparaître son ami caricaturiste dans un gag de Quick et Flupke.

## Monographies
- Belgian Cancans, Bruxelles, Didier Hatier, 1988  (ISBN 2870886349)
- Touche pas à mon roi, d'Emmanuel Allaer, Alidor (ill.), Bruxelles, Didier Hatier, coll. « Grands documents illustrés », 1990  (ISBN 2870887280).
- Bon appétit, Messieurs!…, Bruxelles, Les éditions de l'Octogone, 1994  (ISBN 2-930076-09-7)

## Prix
- 1999 :  prix spécial 1988 pour l’album le plus belge de l’année pour Belgian Cancans décerné par la Chambre belge des experts en bande dessinée[9].